# كأس تونس للكرة الطائرة للرجال 1999–2000
كأس تونس للكرة الطائرة للرجال 1999-2000 هو الموسم رقم 44 من كأس تونس للكرة الطائرة للرجال.

فاز بهذا الموسم الترجي الرياضي التونسي.

## روابط خارجية
- الموقع الرسمي للجامعة التونسية للكرة الطائرة.